# Ostăr Kamăk, Haskovo
Ostăr Kamăk (în bulgară Остър Камък) este un sat în comuna Harmanli, regiunea Haskovo,  Bulgaria. 

## Demografie
Componența etnică a satului Ostăr Kamăk
     Bulgari (85,83%)
     Nicio identificare (14,16%)
     Altele (0%)
La recensământul din 2011, populația satului Ostăr Kamăk era de 120 locuitori. Din punct de vedere etnic, majoritatea locuitorilor (85,83%) erau bulgari. Pentru 14,16% din locuitori nu este cunoscută apartenența etnică.